# Goera kawamotonis
Goera kawamotonis is een schietmot uit de familie Goeridae. De soort komt voor in het Oriëntaals en het Palearctisch gebied.